# Kobayashi Tatsuki
Kobayashi Tatsuki (小林 竜樹 Kobayashi Tatsuki, sinh ngày 5 tháng 5 năm 1985 ở Tochigi) là một cầu thủ bóng đá người Nhật Bản hiện tại thi đấu cho Thespakusatsu Gunma.

## Thống kê sự nghiệp
Cập nhật đến ngày 23 tháng 2 năm 2018.
| Thành tích câu lạc bộ | Thành tích câu lạc bộ | Thành tích câu lạc bộ | Giải vô địch | Giải vô địch | Cúp                   | Cúp                   | Cúp Liên đoàn | Cúp Liên đoàn | Tổng cộng | Tổng cộng |
| Mùa giải              | Câu lạc bộ            | Giải vô địch          | Số trận      | Bàn thắng    | Số trận               | Bàn thắng             | Số trận       | Bàn thắng     | Số trận   | Bàn thắng |
| Nhật Bản              | Nhật Bản              | Nhật Bản              | Giải vô địch | Giải vô địch | Cúp Hoàng đế Nhật Bản | Cúp Hoàng đế Nhật Bản | Cúp Liên đoàn | Cúp Liên đoàn | Tổng cộng | Tổng cộng |
| --------------------- | --------------------- | --------------------- | ------------ | ------------ | --------------------- | --------------------- | ------------- | ------------- | --------- | --------- |
| 2008                  | Shonan Bellmare       | J2 League             | 0            | 0            | 0                     | 0                     | -             | -             | 0         | 0         |
| 2009                  | Shonan Bellmare       | J2 League             | 0            | 0            | -                     | -                     | -             | -             | 0         | 0         |
| 2009                  | Thespa Kusatsu        | J2 League             | 10           | 5            | 1                     | 0                     | -             | -             | 11        | 5         |
| 2010                  | Shonan Bellmare       | J1 League             | 1            | 0            | 0                     | 0                     | 2             | 0             | 3         | 0         |
| 2011                  | Thespakusatsu Gunma   | J2 League             | 17           | 3            | 0                     | 0                     | -             | -             | 17        | 3         |
| 2012                  | Thespakusatsu Gunma   | J2 League             | 36           | 4            | 1                     | 0                     | -             | -             | 37        | 4         |
| 2013                  | Thespakusatsu Gunma   | J2 League             | 34           | 2            | 1                     | 0                     | -             | -             | 35        | 2         |
| 2014                  | Thespakusatsu Gunma   | J2 League             | 39           | 2            | 3                     | 0                     | -             | -             | 42        | 2         |
| 2015                  | Thespakusatsu Gunma   | J2 League             | 28           | 3            | 0                     | 0                     | -             | -             | 28        | 3         |
| 2016                  | Thespakusatsu Gunma   | J2 League             | 34           | 3            | 1                     | 0                     | -             | -             | 35        | 3         |
| 2017                  | Thespakusatsu Gunma   | J2 League             | 25           | 0            | 1                     | 0                     | -             | -             | 26        | 0         |
| Tổng cộng sự nghiệp   | Tổng cộng sự nghiệp   | Tổng cộng sự nghiệp   | 214          | 22           | 8                     | 0                     | 2             | 0             | 224       | 22        |